# Ігнацув-Шляхецький
Ігнацув-Шляхецький (пол. Ignaców Szlachecki) — село в Польщі, у гміні Ленки-Шляхецькі Пйотрковського повіту Лодзинського воєводства.
У 1975-1998 роках село належало до Пйотрковського воєводства.